# Trials HD
Trials HD è un videogioco di corsa e rompicapo in giocatore singolo sviluppato da RedLynx e pubblicato da Microsoft Game Studios il 12 agosto 2009 come membro della seconda edizione annuale di Xbox Live Summer of Arcade. È il terzo della serie dei videogiochi Trials e inoltre è stato creato grazie al software Bullet. Il 6 settembre 2012 è stato annunciato che l'omonimo gioco sarebbe stato contenuto in una versione speciale di Trials Evolution, denominata Trials Evolution: Gold Edition, che aveva come unica differenza una grafica decisamente migliore. L'11 febbraio 2016, Microsoft aggiunge l'omonimo titolo videoludico alla lista dei videogiochi retrocompatibili con Xbox One.

## Modalità di gioco
Nel videogioco il giocatore deve controllare un pilota su una motocicletta trial dall'inizio della partita fino alla fine, con l'obiettivo di raggiungere il traguardo dopo aver superato diversi ostacoli. Il gioco utilizza la grafica 3D ma viene riprodotto in 2D, cosa che limita il giocatore a muoversi soltanto avanti e indietro, oltre a poter controllare il passo della moto anche a velocità ridotte o mentre sono in aria. Inoltre, esso presenta diversi livelli di difficoltà, che vanno dal principiante fino all'estremo.
Oltre alle 35 mappe presenti nel gioco (che possono essere rigiocate in ogni momento per cercare di battere un risultato precedente), se ne possono creare di proprie grazie ad un editor, che concede al giocatore la possibilità di aggiungere un numero indefinito di ostacoli e di condividere le stesse mappe con i propri amici.